# Rallye Zentraleuropa
Die Rallye Zentraleuropa (Central European Rally) führt über Teile Tschechiens, Deutschlands und Österreichs. Zum ersten Mal in der Geschichte der Rallye-Weltmeisterschaft wird ein Weltmeisterschaftslauf über das Territorium von drei Ländern ausgetragen. Die Rallye Zentraleuropa wird vom deutschen ADAC, dem tschechischen Autoklub České republiky (AČR) und der Austrian Motorsport Federation (AMF) organisiert. Die erste Austragung fand vom 26. bis 29. Oktober 2023 statt.

## Hintergrund
Nachdem die Rallye Deutschland wegen der COVID-19-Pandemie in den Jahren 2020/21 ausfiel, sprangen Geldgeber ab. Nach längerer erfolgloser Suche nach Sponsoren entschied sich der ADAC, Partnergespräche zu führen mit den Nachbarländern Frankreich und Belgien. Diese Gespräche waren ebenfalls ergebnislos verlaufen. Fündig nach Austragungspartnern wurde man daraufhin in Österreich und Tschechien, wo zuvor keine Rallye-Weltmeisterschaftsläufe stattgefunden hatten. Mit der FIA und dem WRC-Promoter einigte man sich vorerst für die Jahre 2023 bis 2025.

## Statistik

### WRC-Gesamtsieger
| Jahr | Rallye               | Fahrer           | Co-Pilot         | Auto                 |
| ---- | -------------------- | ---------------- | ---------------- | -------------------- |
| 2023 | Rallye Zentraleuropa | Thierry Neuville | Martijn Wydaeghe | Hyundai i20 N Rally1 |
| 2024 | Rallye Zentraleuropa | Ott Tänak        | Martin Järveoja  | Hyundai i20 N Rally1 |